# Николаевское сельское поселение (Омская область)
Николаевское се́льское поселе́ние — муниципальное образование в Черлакском районе Омской области Российской Федерации.
Административный центр — село Николаевка.

## История
Во время переписи 2002 года именовался как Николаевский сельский округ.
Статус и границы сельского поселения установлены Законом Омской области от 30 июля 2004 года № 548-ОЗ «О границах и статусе муниципальных образований Омской области»

## Население
| 2010  | 2011  | 2012  | 2013  | 2014  | 2015  | 2016  |
| ----- | ----- | ----- | ----- | ----- | ----- | ----- |
| 1284  | ↘1279 | ↘1264 | ↗1290 | ↘1273 | ↗1275 | ↘1256 |
| 2017  | 2018  | 2019  | 2020  | 2021  | 2023  |       |
| ↘1236 | ↘1218 | ↘1188 | ↘1170 | ↘974  | ↘928  |       |

Гендерный состав
По данным Всероссийской переписи населения 2010 года в гендерной структуре населения из 1284 человек мужчин — 602, женщин — 682 (46,9 и 53,1 % соответственно).

### Национальный состав
Согласно результатам переписи 2002 года, в национальной структуре населения русские составляли большинство во всех 3 населённых пунктах с общей численности населения в 1637 чел..

## Состав сельского поселения
| № | Населённый пункт | Тип населённого пункта       | Население |
| - | ---------------- | ---------------------------- | --------- |
| 1 | Николаевка       | село, административный центр | 1032      |
| 2 | Ольговка         | деревня                      | 105       |
| 3 | Преображенка     | деревня                      | 147       |